# Jerzy Zieliński (operator filmowy)
Jerzy Zieliński (ur. 8 stycznia 1950 w Szczecinie) – polski operator filmowy. Dwukrotny laureat Nagrody za zdjęcia na Festiwalu Polskich Filmów Fabularnych.
Autor zdjęć do kilkudziesięciu filmów fabularnych i dokumentalnych. Od połowy lat 80. pracuje głównie za granicą. W 1974 ukończył studia na wydziale operatorskim PWSFTViT w Łodzi, a w 1975 przedstawił swoją pracę dyplomową – film dokumentalny o stoczniowcach w Stoczni Gdyńskiej Taki układ (produkcja WFO, 1975, reż. Piotr Andrejew), do którego Zieliński napisał też wspólnie z reżyserem scenariusz.

## Filmografia

### Reżyseria
- Król życia (2015)

### Jako operator
- Jagoda w mieście (1971), Współpraca
- Środek drogi (1974), zdjęcia
- Jabłka (1974), Współpraca operatorska
- Rozmowa (film TVP) (1974), operator kamery
- Taki układ (1975), zdjęcia, współautor scenariusza
- Kradzież (1976)
- Romans prowincjonalny (1976)
- Wejście w nurt (1978)
- Zielona Ziemia (1978)
- Aria dla atlety (1979)
- Klucznik (1979)
- Niewdzięczność (1979)
- Czułe miejsca (1980)
- Wizja lokalna 1901 (1980)
- Dreszcze (1981)
- Limuzyna Daimler-Benz (1981)
- Pajęczyna (1982)
- Przeznaczenie (1983)
- Cal (1984)
- Lot świerkowej gęsi (1985)
- Medium (1985)
- Na srebrnym globie (1987), operator kamery
- In a Shallow Grave (1988)
- Stars and Bars (1988)
- January Man (1989)
- Valentino Returns (1989)
- Fools of Fortune (1990)
- Ucieczka z kina „Wolność” (1990)
- Paradise (1991)
- Swing Kids (1993)
- Tajemniczy ogród (1993)
- Housegest (1995)
- Zagadka Powdera (1995)
- Plac Waszyngtona (1997)
- Miłość i frytki (1998)
- A.T.F. (1999)
- Kosmiczna załoga (1999)
- Detektyw Monk (odc. 1) (2002)
- Dick i Jane: Niezły ubaw (2005)
- Dzieci Ireny Sendlerowej (2009)
- Baby są jakieś inne (2010)

## Wybrane nagrody i nominacje
- 1979: Nagroda za zdjęcia do filmu Aria dla atlety na Festiwalu Polskich Filmów Fabularnych w Gdańsku
- 1981: Brązowy Smok za zdjęcia do filmu Elementarz na Międzynarodowym Festiwalu Filmów Krótkometrażowych w Krakowie
- 2015: Nagroda za zdjęcia do filmu Letnie przesilenie na Festiwalu Polskich Filmów Fabularnych w Gdyni
- 2015: Nagroda Główna w konkursie filmów polskich na Międzynarodowym Festiwalu Sztuki Autorów Zdjęć Filmowych „Camerimage” za zdjęcia do filmu Letnie przesilenie
- 2017: nominacja do Polskiej Nagrody Filmowej, Orzeł za zdjęcia do filmu Letnie przesilenie